# Epichloë amarillans
Epichloë amarillans är en svampart som beskrevs av J.F. White 1994. Epichloë amarillans ingår i släktet Epichloë och familjen Clavicipitaceae.   Inga underarter finns listade i Catalogue of Life.